# الدوري السوري الدرجة الأولى
الدوري السوري الدرجة الأولى، هي بطولة الدوري الثانية من حيث الأهمّية لكرة القدم بعد الدوري السوري، تقسم الفرق المشاركة على ثلاث مجموعات وتلعب المباريات بنظام الدوري ذهاب وإياب. وتشارك الفرق بالأدوار التمهيدية لكأس سوريا لكرة القدم.

## الأندية الحالية (موسم 2024/2023)[1]

### الفرق المؤهلة
قسمت الفرق الـ 24 المشاركة من الجولة الأول والتي تم توزيعها على أربع مجموعات، اثنتان منهما شمالية واثنتان جنوبية ، حيث يأهل اول وثاني كل مجموعة الى المرحلة الثانية، حيث يتم تقسيم الفرق ال 8 الى مجموعتين يتاهل بطل كل مجموعة الى الدوري السوري الممتاز.

### المجموعةالجنوبية1
| رقم | الفريق       |
| --- | ------------ |
| 1   | المجد        |
| 2   | اليقظة       |
| 3   | جرمانا       |
| 4   | معضمية الشام |
| 5   | الكسوة       |
| 6   | النبك        |

### المجموعة الجنوبية 2
| رقم | الفريق   |
| --- | -------- |
| 1   | الشرطة   |
| 2   | المحافظة |
| 3   | الشعلة   |
| 4   | الحرجلة  |
| 5   | تل       |
| 6   | دوما     |

### المجموعة االشمالية 1
| رقم | الفريق    |
| --- | --------- |
| 1   | Qamişlona |
| 2   | Rojava    |
| 3   | خطاب      |
| 4   | الحوارث   |
| 5   | النيرب    |
| 6   | شرطة حماه |

### المجموعة الشمالية2
| رقم | الفريق     |
| --- | ---------- |
| 1   | النواعير   |
| 2   | EFRÎN SPOR |
| 3   | شرطة حلب   |
| 4   | الحرية     |
| 5   | صبيخان     |
| 6   | عمال حماه  |